# Arachnognatha
Arachnognatha is een geslacht van vlinders van de familie visstaartjes (Nolidae), uit de onderfamilie Chloephorinae.

## Soorten
- A. metascotia Hampson, 1897
- A. meterythra Hampson, 1894